# Pré-história
A Pré-História corresponde ao período da história que antecede a invenção da escrita, desde o começo dos tempos históricos registrados até aproximadamente em 3 500 a.C.. É estudada pela antropologia, arqueologia e paleontologia.
Também pode ser contextualizada para um determinado povo ou nação como o período da história deste sobre o qual não há documentos escritos. Assim, no Egito, a pré-história terminou aproximadamente em 3 500 a.C., embora algumas culturas da Idade da Pedra tenham coexistido com as civilizações após essa data e algumas tribos ágrafas ainda existam em locais remotos.
A transição para a "história propriamente dita" se dá por um período chamado proto-história, que é descrito em documentos ligeiramente posteriores ou em documentos externos. O termo pré-história mostra, portanto, a importância da escrita para a civilização ocidental.
Uma vez que não há documentos deste momento da evolução humana, seu estudo depende do trabalho de arqueólogos, antropólogos, paleontologia e genética; ou de outras áreas científicas, que analisam restos humanos, sinais de suas presenças e utensílios preservados para tentar traçar, pelo menos parcialmente, sua cultura, costumes e credos.
Muitos historiadores afirmam que a Pré-História não faz parte da História.

## História da investigação sobre a Pré-história

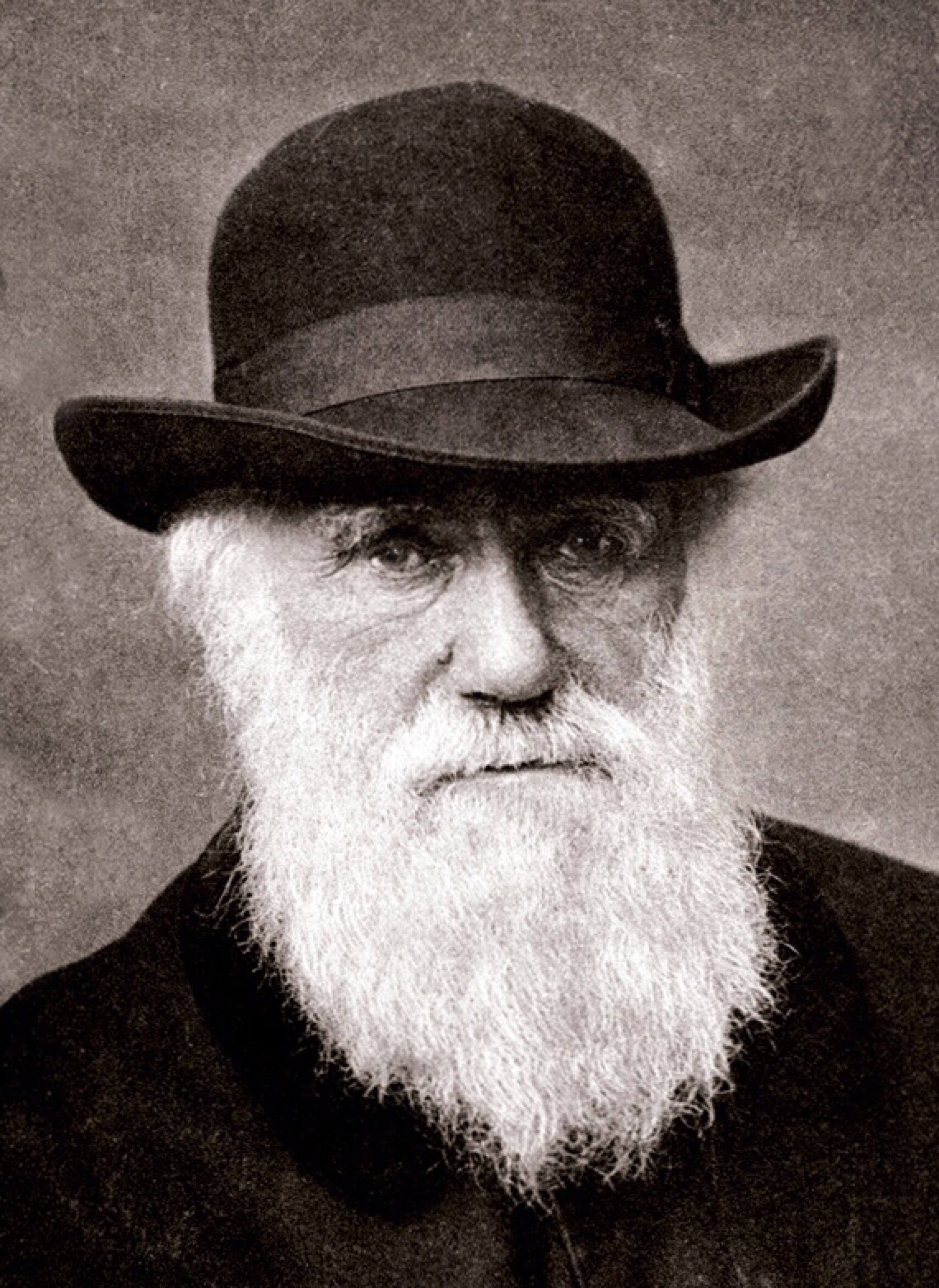
Charles Darwin chamou a atenção dos cientistas de seu tempo, ao afirmar que as espécies evoluíram e que seres humanos e os primatas têm um ancestral em comum.

Em 1823, foi descoberto o primeiro fóssil de um ser humano moderno; em 1829, de um homem-de-neandertal; e em 1848 e 1856, mais fósseis de neandertais. Em 1859, Charles Darwin publicou A Origem das Espécies. Em 1863, os neandertais são classificados. Em 1865, Gregor Mendel publica os resultados das suas experiências genéticas e não genéticas.

## Primórdios
Há certas dúvidas sobre quais foram exatamente os nossos antepassados mais remotos. Os seres humanos modernos só surgiram há c. 150 mil anos. Os humanos são primatas e pertencem ao grupo dos grandes símios, sendo originais da África.
Depois dos últimos ancestrais em comum com o orangotango há 15 ou 14 milhões de anos (época dos antepassados de todos os grandes símios atuais); com o gorila há 10-8 milhões; e com o chimpanzé, há 7-5 milhões, o continente africano sofre uma série de mudanças. Naquela época, toda a zona equatorial estava coberta por uma selva tropical; e a África de há 8 milhões de anos era mais (h)úmida que a atual. Mas depois aconteceram várias mudanças climáticas, até que há cerca de 7 milhões de anos a floresta tropical começou a diminuir.
Há entre 7 e 6 milhões de anos surgiram na África duas espécies que pertenceram aos primórdios da evolução hominídea: o Sahelanthropus tchadensis, com um misto de caraterísticas humanas e símias; e o Orrorin tugenensis, já bípede, mas do qual não se sabe o tamanho do cérebro, que no Sahelanthropus era de 320–380 cm3. Os hominídeos da época foram encontrados na Etiópia e Tanzânia, ou seja, na África Oriental. Seguiram-se a esses primeiros hominídeos, os Ardipithecus, tendo os Ardipithecus ramidus existido há 5,5-4 milhões de anos; e mais tarde (há 4,1-1,3 milhões de anos) viveram os Australopithecus, descendentes dos ardipithecus.

## Australopithecus
Os australopithecus tinham cérebros maiores, pernas mais longas, braços menores e traços faciais mais parecidos com os nossos. Estes viviam em grupos constituídos por várias dezenas de indivíduos, que viviam em constante deslocamento. Os grupos dispersavam-se quando a seca chegava e a comida escasseava. Os australopithecus tinham provavelmente o conceito de casais, mas não o de família.

## O gêneroHomo

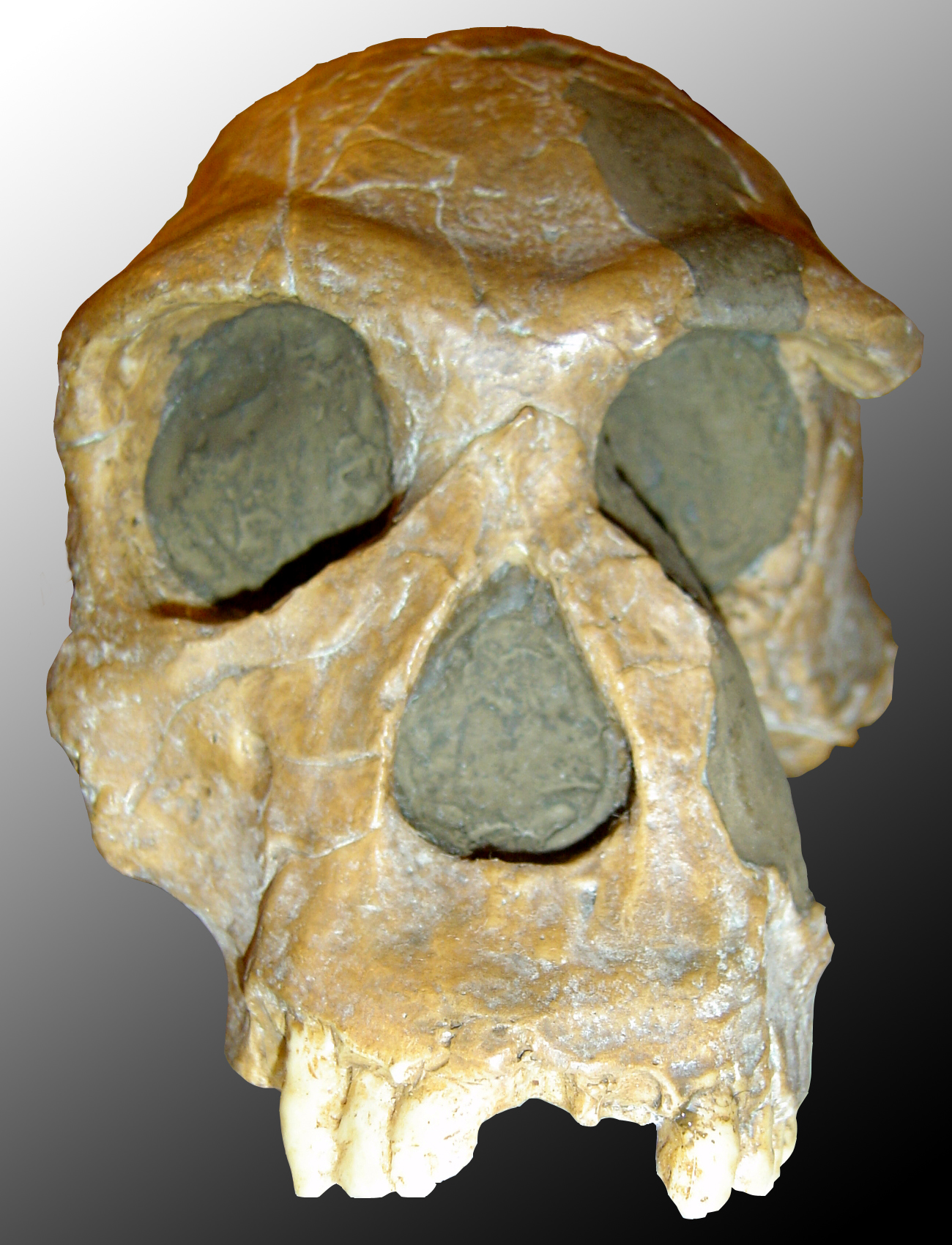
Crânio de um Homo habilis.

Há c. 2,5 milhões de anos, surge o gênero Homo, Homo habilis na África oriental, que começam a usar ferramentas de pedra totalmente feitas por eles (característica do Paleolítico) e a carne passa a ser mais importante na sua dieta. Eram caçadores, mas também eram necrófagos e herbívoros. E tinham um cérebro maior (590–650 cm3) e braços compridos.
Havia outras espécies, como o Homo rudolfensis, que tinha um cérebro maior e era bípede; e existiu durante a mesma época que o Homo habilis. Há cerca de 2 milhões de anos surgiu o Homo erectus, de constituição forte, com um cérebro muito maior (810–1 250 cm3) e rosto largo; e foi o primeiro hominídeo a mover-se para fora de África, indo para norte e para leste há c. 1,8 milhões de anos, existindo também na Ásia e Europa, até há 500 mil anos. É o primeiro a usar o fogo. Há 300 mil anos, já haviam estratégias elaboradas de caça a mamíferos corpulentos.
A era glacial começou há 1,5 milhões de anos e o nível do mar desceu 90 metros.

## Partida de África

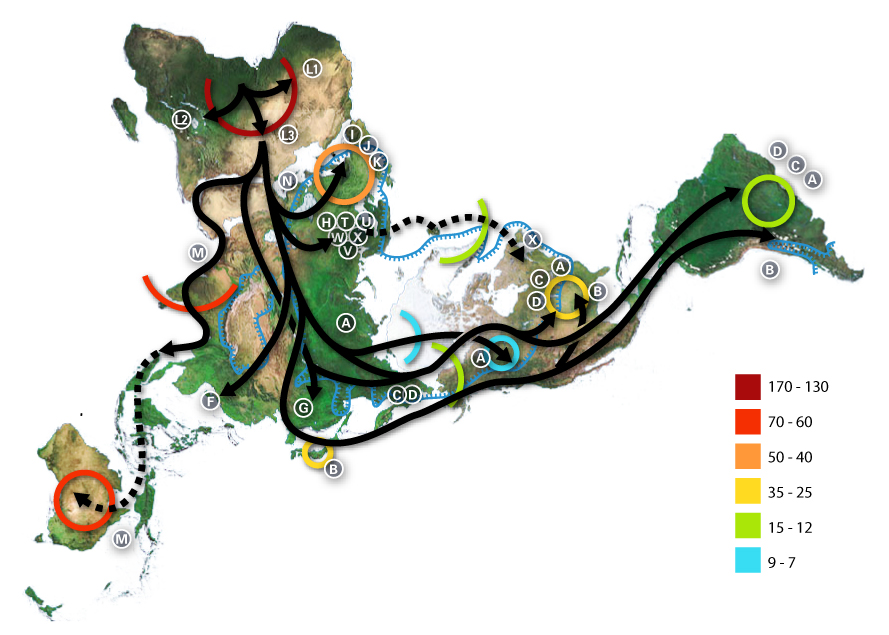
Migrações humanas em todo o globo.
Os números indicam os milênios antes da nossa era.

Há uns 50 mil anos, os seres humanos lançaram-se à conquista do planeta em diferentes rumos desde a África. Um rumo alcançou a Austrália. O outro chegou à Ásia, para logo se dividir em dois: um à Europa; e o outro caminhou até cruzar o estreito de Bering e chegou à América. As últimas áreas a serem povoadas foram as ilhas da Polinésia, durante o primeiro milênio d.C..

## Neandertais
Os neandertais eram robustos, com um cérebro grande; e viviam na Europa e oeste da Ásia. Sobreviveram até há c. 24 mil anos e coexistiram com os modernos Homo sapiens sapiens; e podiam mesmo acasalar com eles, se bem que a sua descendência acabava por ter problemas de fertilidade.

## Origem dos humanos anatomicamente modernos

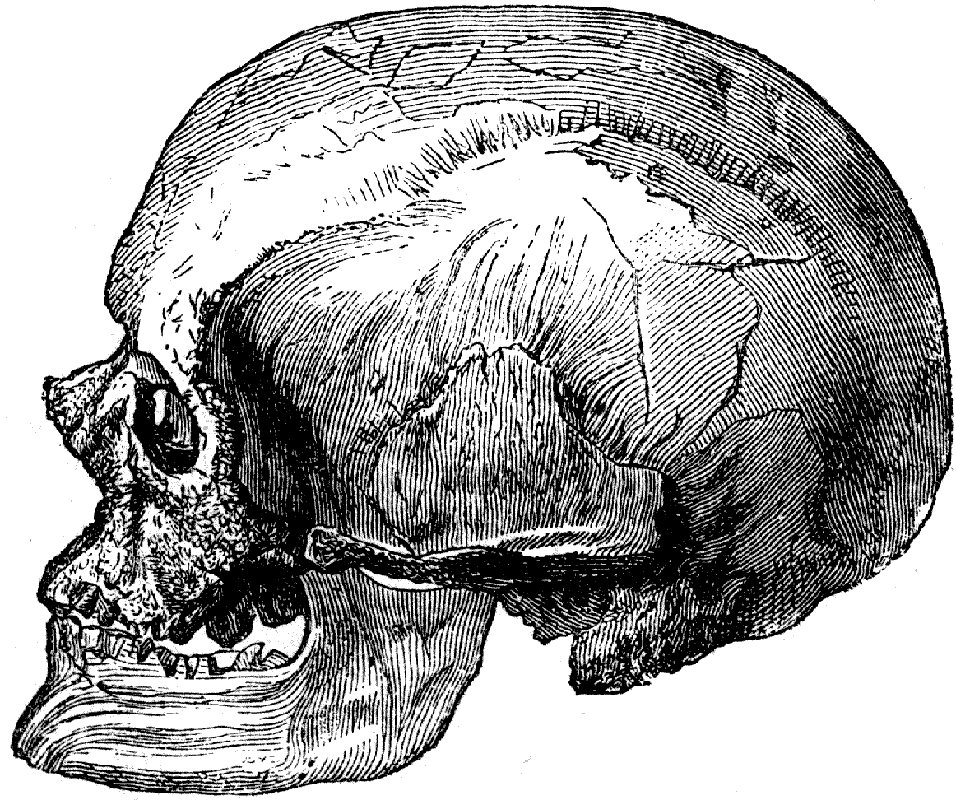
Homem de Cro-Magnon

A origem do Homo sapiens atual é bastante discutida, mas a maioria dos cientistas apoia a teoria da Eva mitocondrial, apoiada por testes genéticos, em vez da teoria evolução multirregional que defende que os seres humanos modernos evoluíram em todo o mundo, ao mesmo tempo, a partir das espécies Homo lá existentes; e que se reproduziram entre si durante as várias migrações que supostamente fizeram. Os primeiros fósseis totalmente humanos foram encontrados na Etiópia; e estima-se que viveram há c. 160 mil anos.
A teoria da Eva mitocondrial considera que houve uma segunda vaga de espécimes Homo, desta vez humanos anatomicamente modernos, há cerca de 200 mil anos; e que todos os seres humanos descendem de um grupo muito reduzido de mulheres desta época.
Há 75 mil anos, a população humana deixou de crescer, muito provavelmente devido à catástrofe de Toba, uma explosão vulcânica que, segundo alguns cientistas, fez a população descer para 10 mil.

## Capacidade de comunicação
A origem da fala humana tem sido muito controversa. Mas apesar do Homo habilis e Homo erectus já terem alguma, houve uma evolução há possivelmente 250 mil anos, mas o grande salto em frente só ocorreu há cerca de 40 mil anos, quando os seres humanos modernos desenvolveram uma linguagem semelhante à nossa.

## Arte pré-histórica

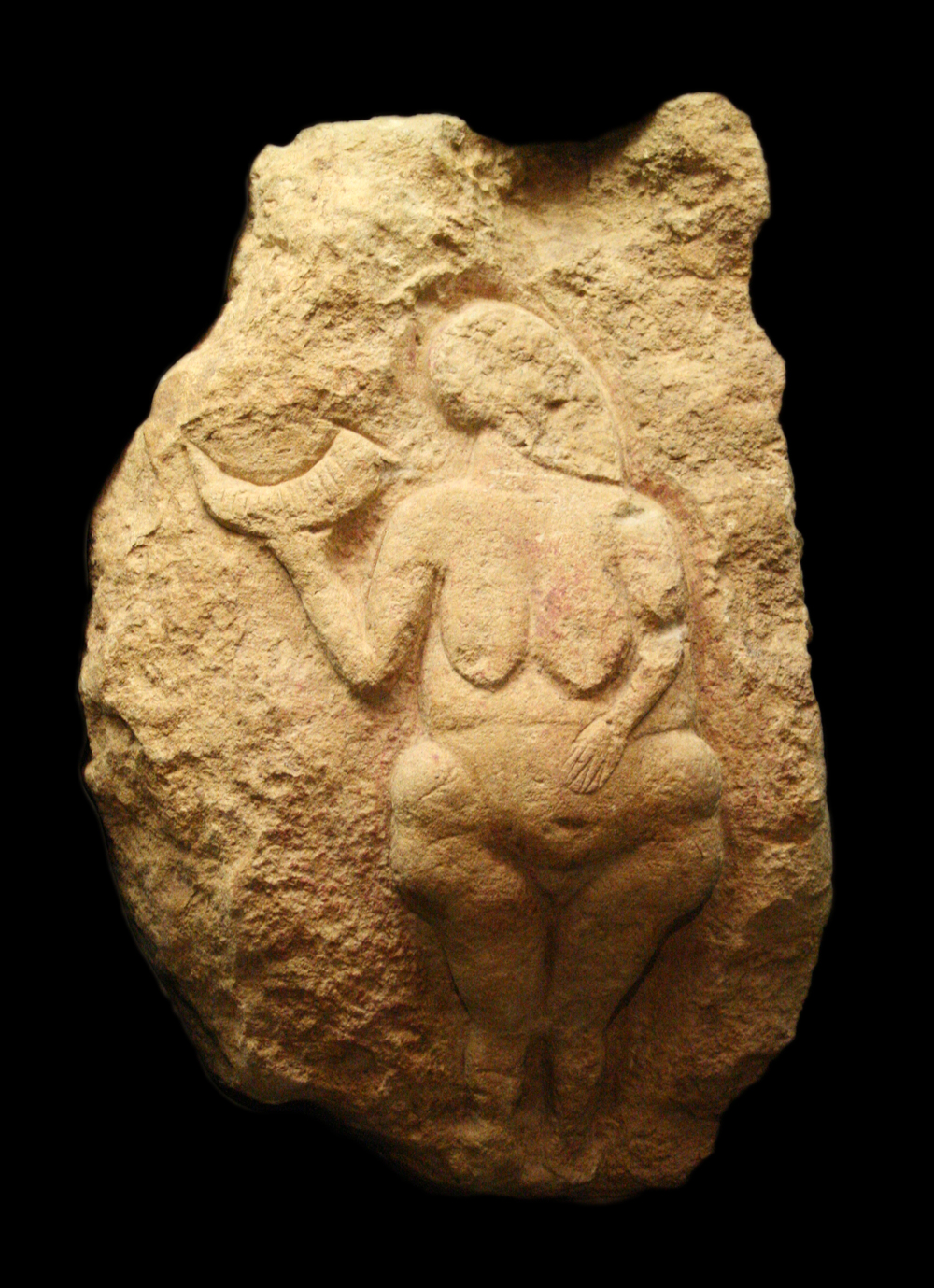
Vênus de Laussel: representa uma mulher despida, que na mão direita sustém um corno de bisão.
Estatueta talhada num bloco de pedra calcária dura. Museu de Aquitânia, em Bordeaux

Há cerca de 35 mil anos surgiu a arte paleolítica na Europa. Há c. 25 mil anos surgiram as figurinhas de Vénus. Há 21 mil anos, as pinturas rupestres em Altamira e Lascaux, menores esculturas. A Vénus de Willendorf é considerada um símbolo da fertilidade, tem 11 cm de altura e foi datada entre 24 000 a.C. e 22 000 a.C..
Apesar de convencionar-se a consolidação da religião no período Neolítico, a arqueologia registra que no Paleolítico houve uma religião primitiva baseada no culto a uma Deusa mãe, ao feminino e a associação desta ao poder de dar a vida. Foram descobertas, no abrigo de rochas Cro-Magnon em Les Eyzies, conchas cauris, descritas como "o portal por onde uma criança vem ao mundo" e cobertas por um pigmento de cor ocre vermelho, que simbolizava o sangue, e que estavam intimamente ligados ao ritual de adoração às estatuetas femininas; escavações apresentaram que estas estatuetas, as chamadas vênus neolíticas, eram encontradas muitas vezes numa posição central, em oposição aos símbolos masculinos localizados em posições periféricas ou ladeando as estatuetas femininas. Assim como a pintura , as esculturas paleolíticas tinham caráter utilitário e ritualístico.
Foram encontrados objetos de pequeno porte e até mesmo instrumentos musicais, como flautas e tambores feitos de ossos. As esculturas mais antigas tinham função ritualística, formas femininas e acredita-se que fossem uma evocação à fertilidade. Elas ficaram conhecidas como Vênus Esteatopígicas e são esculturas pequenas que apresentam características comuns nas formas e nos volumes: formas arredondadas; seios volumosos; cabeça sem face e coberta com uma espécie de vasta cabeleira.

## Mesolítico
Mesolítico (13 000 a.C. a 9 000 a.C.) é o termo empregue para denominar o período da pré-história que serve de transição entre o Paleolítico e o Neolítico; e presente (ou pelo menos, com duração razoável) apenas em algumas regiões do mundo onde não houve transição direta entre esses dois períodos. Significa Idade Média da Pedra (do grego μεσος, mesos =médio; e λίθος, líthos =pedra) por contraposição ao Paleolítico (Idade Antiga da Pedra) e ao Neolítico (Idade Nova da Pedra), identificando-se com as últimas sociedades de caçadores-coletores.

### Invenção da agricultura
Aproximadamente em 10 000 a.C., praticamente não havia agricultura, mas em 6 mil anos os conjuntos de humanos com capacidade para criar animais e cultivar plantas passariam a ser produtores. A agricultura foi inventada em várias partes do mundo, comumente em épocas diferentes, independentemente das outras áreas. Primeiro foi no Médio Oriente, mais precisamente no Crescente Fértil, em c. 10 000 a.C., onde se espalhou para várias zonas do mundo, como o Norte de África (excluindo o Egito) e os Balcãs em c. 6 000 a.C.. No início da revolução agrícola, a força física era o principal meio para arar a terra e plantar. Os grãos também eram moídos pela força dos músculos com o uso de pilões.

### Descoberta dos metais
Por volta de 6 000 a.C., inventou-se a fundição do cobre. A metalurgia surgiu na Anatólia e na Mesopotâmia (Turquia e Iraque atuais) em aproximadamente 5 000 a.C.; e até 4 000 a.C. espalhou-se até ao planalto do Irão, Cáucaso e delta do Nilo; até 3 000 a.C. dirigiu-se até ao sul da Europa, da Polónia e da Alemanha, França e Ilhas Britânicas; e depois, até 2 000 a.C., à Dinamarca, resto da Polónia, parte dos Países Bálticos e Bielorrússia.